# Abella Danger
Abella Danger (19 de novembre de 1995, Miami, Florida) és una actriu pornogràfica estatunidenca. Va començar a rodar pel·lícules de sexe el 2014.

## Biografia
Danger va néixer en el si d'una família d'origen jueu-ucraïnès. Va rebre una educació tradicional en una escola israelita. Es va convertir en una ballarina de ballet als 3 anys. Va fer la seva primer escena pornogràfica als divuit anys per al lloc web Bang Bros, al juliol del 2014. Es va mudar a Los Angeles després de filmar vuit escenes. Abella Danger va triar el seu nom artístic, "Abella", derivat de Bella, que significa bella en italià.
El 2015 va protagonitzar al costat de Abigail Mac i Peta Jensen la pel·lícula porno True Detective: A XXX Parody, que homenatjava en clau de paròdia la sèrie d'HBO True Detective. L'any 2016 es va alçar amb els Premis AVN i els Premis XBIZ, tots dos en la categoria de Millor actriu revelació. El mateix any també va tocar el premi als XRCO Awards en la mateixa categoria. Va ser triada Treat of the Month per al juliol de 2016 pel portal Twistys. El mateix any es va alçar amb els Premis AVN i XBIZ en la categoria de Millor actriu revelació. Fins a l'actualitat, ha rodat més de 1.100 pel·lícules. Va participar en Pleasure (2021), la pel·lícula dramàtica de Ninja Thyberg sobre una jove sueca i la seva experiènça al món pornogràfic.